# Leucodon subgracilis
Leucodon subgracilis är en bladmossart som beskrevs av Georg Ernst Ludwig Hampe och Fleischer 1917. Leucodon subgracilis ingår i släktet Leucodon och familjen Leucodontaceae. Inga underarter finns listade i Catalogue of Life.